# Республика Лакота
Респу́блика Лако́та (англ. Republic of Lakotah, Lakota, Lakhota) — виртуальное государство, провозглашённое группой индейских активистов во главе с Расселом Минсом. От имени Республики Лакота были выдвинуты претензии на часть территории США, которая считается родиной племён лакота, в том числе — части штатов Северная Дакота, Южная Дакота, Небраска, Вайоминг и Монтана.
Наибольшую известность получило из-за своей безусловной антиамериканской направленности.

## История провозглашения
Республика Лакота провозглашена 17 декабря 2007 года индейским активистом Расселом Минсом (Russell Means) и движением за свободу лакота. При провозглашении было объявлено о расторжении договоров между народом Лакота и федеральным правительством США, направлении уведомления об этом в Государственный департамент США. В период с 17 по 19 декабря т. н. Делегация Свободы Лакота обратилась с просьбой о признании независимости в посольства ряда стран: Чили, Боливии, Венесуэлы и Южно-Африканской Республики. Также было заявлено об отказе от гражданства США и полном освобождении от налогов всех, кто признает себя гражданином Республики Лакота.
Следует отметить, что уровень жизни в резервации лакота — самый низкий в США и один из самых низких в мире, что выражается также в высоком уровне детской смертности (в 5 раз превышает среднеамериканскую, при этом умирает каждый четвёртый младенец), самом большом проценте подростковых самоубийств, массовом алкоголизме. Из-за плохих условий жизни, в резервациях очень высока заболеваемость туберкулёзом, полиомиелитом, гипертонией, диабетом. Возле урановых рудников высока заболеваемость раком.
Ни Рассел Минс, ни его сторонники на момент своего заявления не являлись членами органов самоуправления племён Лакота и формально не имели права делать заявления от имени племени. Это особо подчеркнули вожди племени, сделавшие заявление 7 января 2008 года о нерушимости договоров с США, которые, по их словам, «защищают наши оставшиеся земли, нашу воду, наши ресурсы, наши права и нашу независимость».

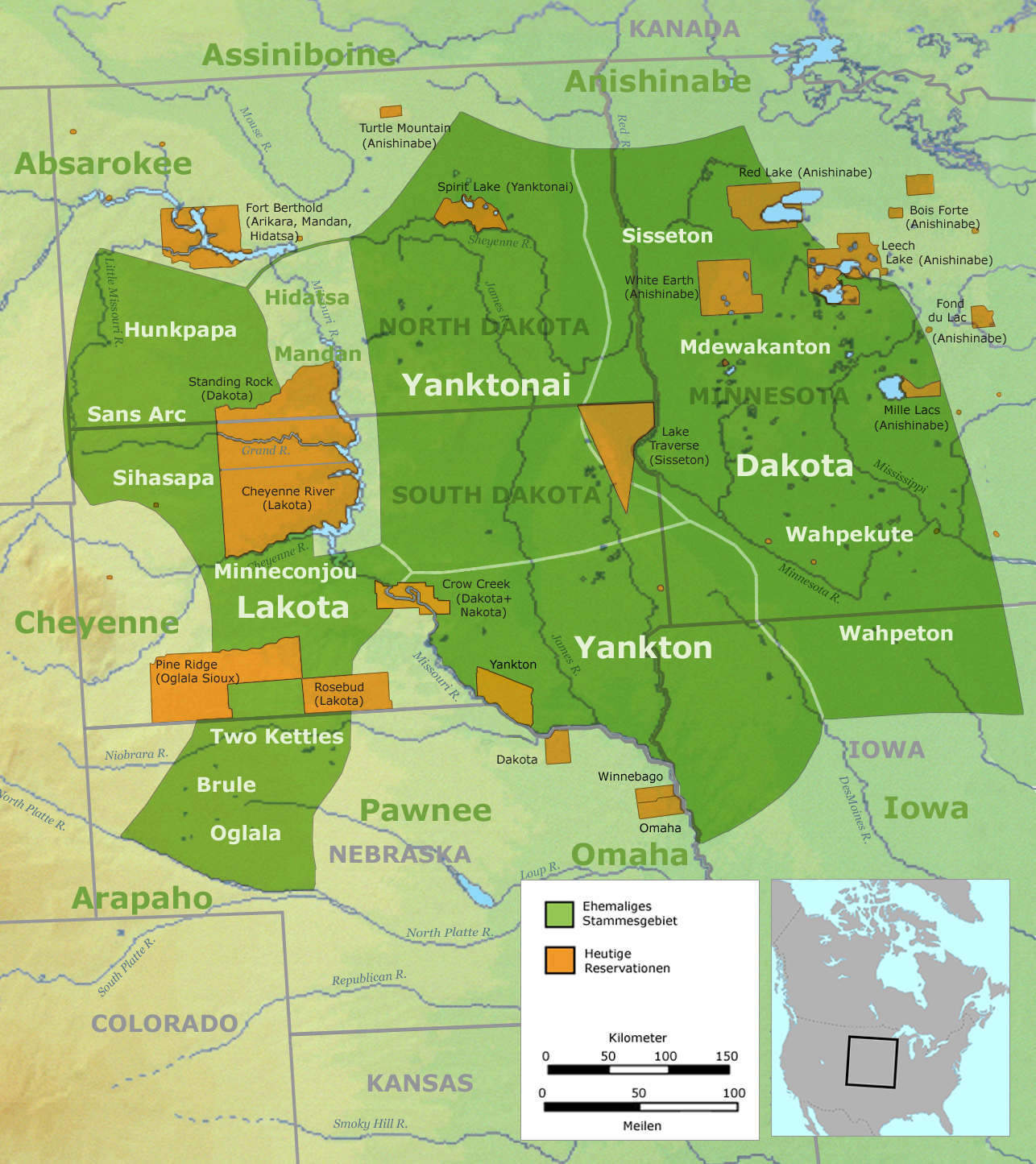
Традиционные территории сиу (тёмно-зелёный) и существующие резервации (оранжевый)

## Мотивы активистов
Основным мотивом своих действий активисты назвали низкий уровень жизни: «детская смертность в округе Лакота в пять раз выше, чем в среднем по США, 97 % населения живут за чертой бедности, 85 % — безработные, средняя продолжительность жизни индейцев лакота составляет всего 44 года (это один из самых низких показателей в мире)». Договоры между федеральным правительством США и предками современных лакота, заключённые полтора столетия назад, были названы «никчёмными словами на никчёмной бумаге», так как США их «неоднократно нарушали, чтобы украсть нашу культуру, нашу землю и возможность сохранить наш образ жизни».

## Рассел Минс
Рассел Минс известен участием во многих политических акциях, в том числе — вооружённом восстании и захвате посёлка Вундед-Ни в 1973 году. А также тем, что в 1985 году создал из индейцев разных племён США собственный вооружённый отряд для защиты «притесняемых сандинистами» индейцев мискито в Никарагуа, отправился в Центральную Америку, пересёк никарагуанскую границу и вступил в бой с пограничниками. Отряд Минса практически сразу попал в окружение и был разоружён, пленённых «контрас» Минса вместе с ним самим выслали из страны. За эту «экстремистскую выходку» его в очередной раз исключили из Движения американских индейцев. На своей родине Минс неоднократно подвергался арестам и судебным преследованиям, пережил несколько покушений на свою жизнь. Несколько раз выдвигал свою кандидатуру на выборах в племенные органы власти, но каждый раз недобирал нужного количества голосов, поскольку многие избиратели считали, что излишний радикализм Минса может лишь привести к потере правительственных выплат и компенсаций за некогда отобранные у индейцев земли. Впоследствии Минс пытался уйти с арены политической борьбы и даже снялся в нескольких фильмах в жанре вестерн, о покорении белыми Дикого Запада, в которых авторы сочувственно относятся к борьбе индейцев за свободу. Наибольшую славу Минсу как актёру принесла роль Чингачгука в экранизации романа Фенимора Купера «Последний из могикан». Также он является автором автобиографической книги «Где боятся ступать белые люди» («Where White Men Fear To Tread») и двух записанных им аудиоальбомов в стиле «индейский рэп». Осенью 2008 года Рассел Минс в очередной раз претендовал на должность президента племени оглала, однако на прошедших 4 ноября 2008 года выборах получил 45 % голосов, проиграв своему конкуренту Терезе Два Быка (Theresa Two Bulls), набравшей 55 % голосов. Следует также иметь в виду, что право голоса в резервации Пайн-Ридж имеют только непосредственно проживающие там члены племени, в то время как сторонники и потенциальные избиратели Минса из числа оглала проживают во многих штатах за пределами резервации и не могут участвовать в голосовании.

## Раскол
В начале 2008 года среди активистов Республики Лакота в результате «личных противоречий» произошёл раскол, в результате которого Чанупа Глуха Мани (Canupa Gluha Mani), активный участник провозглашения независимости, организовал альтернативное сообщество — «Лакота Ояте» («Нация Лакота»).

## Реакция на провозглашение
Акция объявления независимости Республики Лакота получила широкий резонанс прежде всего в антиамерикански настроенных средствах массовой информации по всему миру, в том числе — главных российских телеканалах и печатных изданиях. Ни одно правительство, в том числе и непризнанных государств, не прореагировало на провозглашение Республики Лакота. Тем не менее, Рассел Минс в интервью, данном в феврале 2008 года, утверждал, что «в мире реакция фантастическая, и с каждым днём она ширится… Множество людей поддерживают и приветствуют нас».

## Нынешний статус

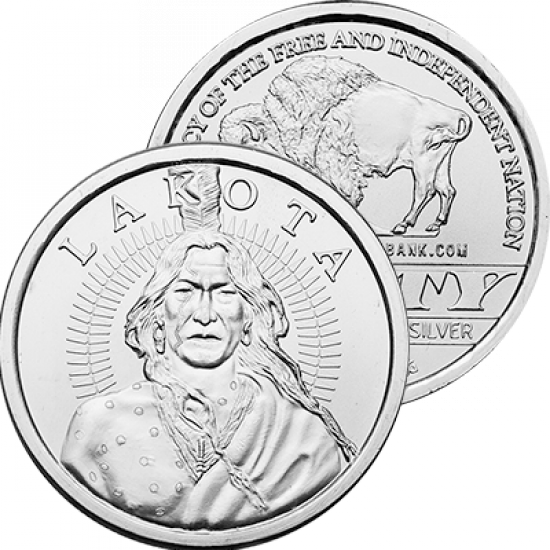
Монета непризнанной Республики Лакота

Республика задумывается Минсом по принципу союза общин, которые объединены на основе консенсуса между ними. Каждая община в таком проекте будет обладать своими отрядами правопорядка, судьями и советом выборных.
Республика Лакота от чисто виртуального проекта постепенно перерастает в некую практическую реальность: на территории резервации Пайн-Ридж близ ранчо Рассела Минса завершается строительство школы «Полного Погружения» (её директором стала жена Минса — Перл), в которой будут использованы новейшие образовательные стандарты в обучении детей лакота их родному языку и культуре, осуществляется эксперимент по использованию ветряных турбин для получения дешёвой электроэнергии, чтобы в будущем не зависеть от американских энергетических корпораций, планируется масштабное сооружение отапливаемых теплиц, позволяющих получать сельскохозяйственную продукцию в том числе и в зимний период (такие теплицы с успехом используются в условиях Крайнего Севера на Аляске), из врачей-добровольцев сформирована выездная бригада скорой медицинской помощи при клинике в Поркьюпайне. Помимо этого добровольцы из Республики Лакота периодически участвуют в проведении разного рода политических акций, направленных на поддержку борьбы индейцев за свои права, будь то события вокруг строительства свинофермы на земле янктонов белыми свиноводами из Айовы, борьба против разработки уранового рудника на землях племени мохоков в Тиендинага (Канада) и за выдворение вооружённой полиции из резервации мохоков Аквесасне, проведение Национального Дня рыбной ловли или противодействие кощунственной высадке американских вертолётов из состава авиадивизии «Седьмая кавалерия» на священном для лакота братском захоронении жертв резни в Вундед-Ни в 1890 году.
Официальный сайт Республики Лакота содержит массу информации не только о состоянии дел в самой Республике Лакота, но и в целом о борьбе коренных народов за свои права. Примечательно, что в числе сторонников независимости довольно большое количество не столько самих индейцев, сколько белых американцев, многие из которых даже добровольно переезжают на постоянное место жительства на территории штатов в предполагаемых границах непризнанной республики, чтобы личным участием поддержать это движение за независимость от США. В свою очередь, такое активное вмешательство белых («interlopers») в дела Лакота, подчас отталкивает от проекта Минса самих коренных американцев, включая даже прежних горячих сторонников провозглашения Республики Лакота.